# Медична академія
Медична академія — обласна газета, яку видає Тернопільський національний медичний університет імені І. Я. Горбачевського.

## Відомості

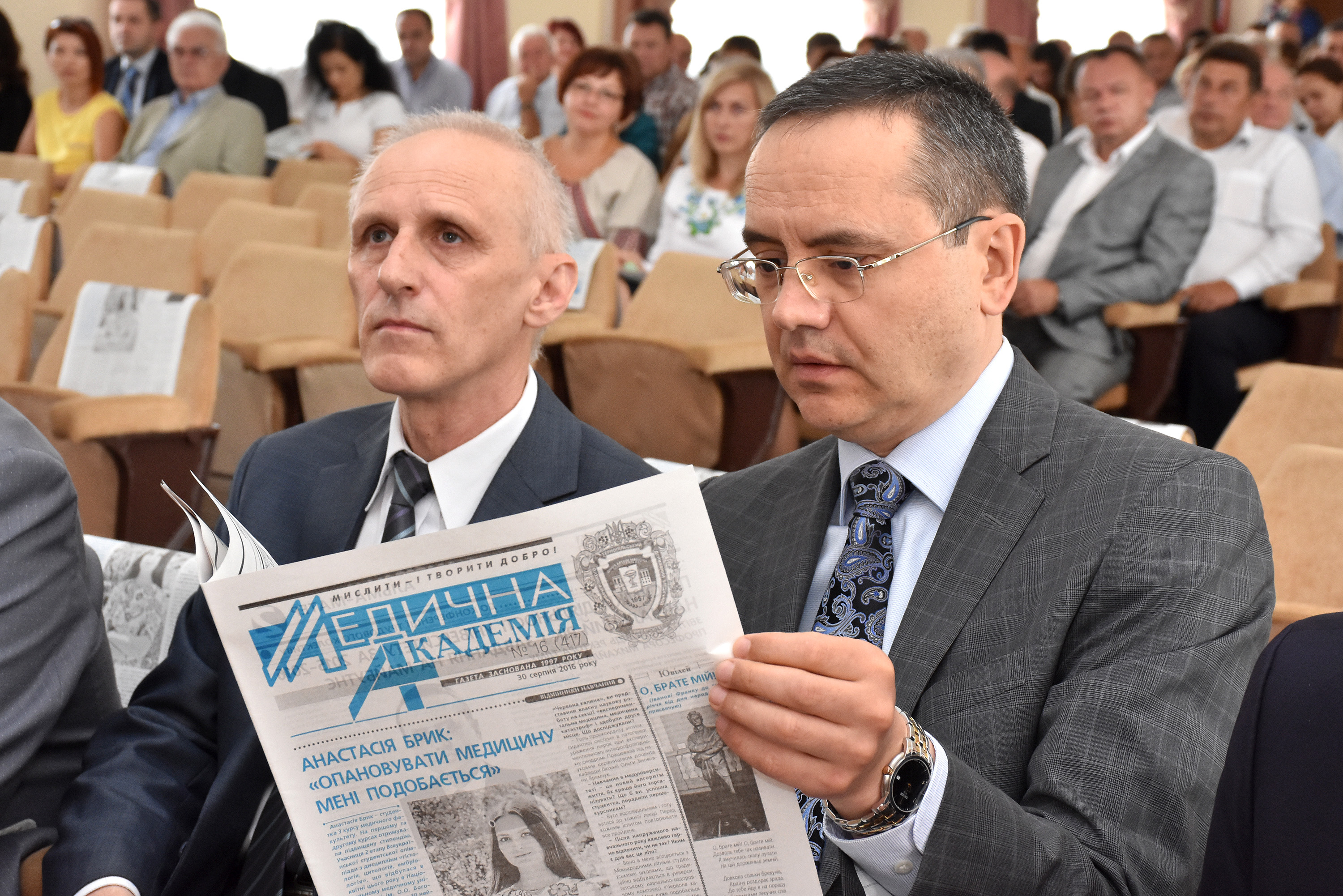
«Медичну академію» читають професор Іван Кліщ та ректор ТДМУ Михайло Корда

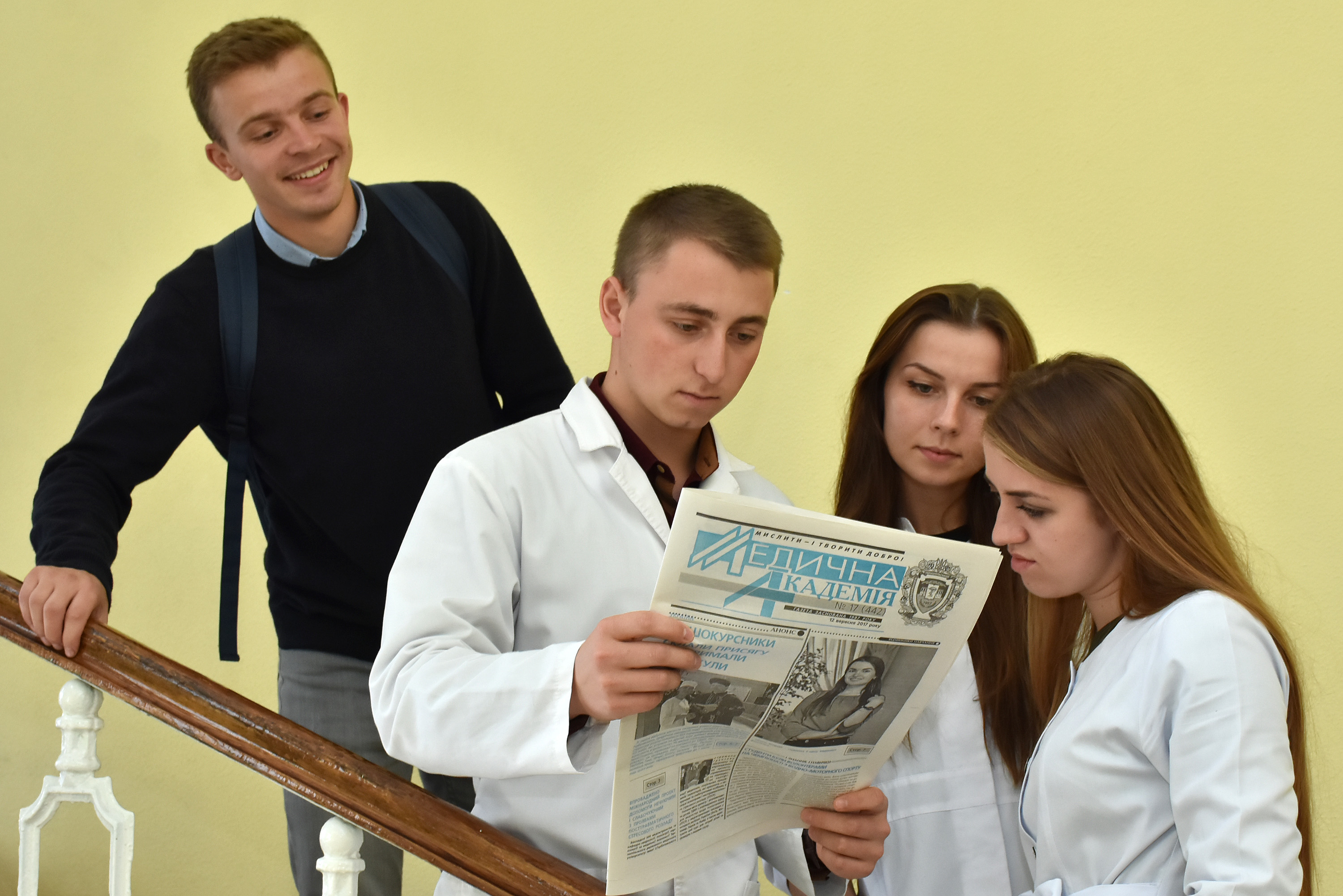
«Медичну академію» читають студенти 6 курсу медичного факультету ТДМУ Олександр Заяць, Любомир Данилюк, Софія Дударенко і Надія Вега

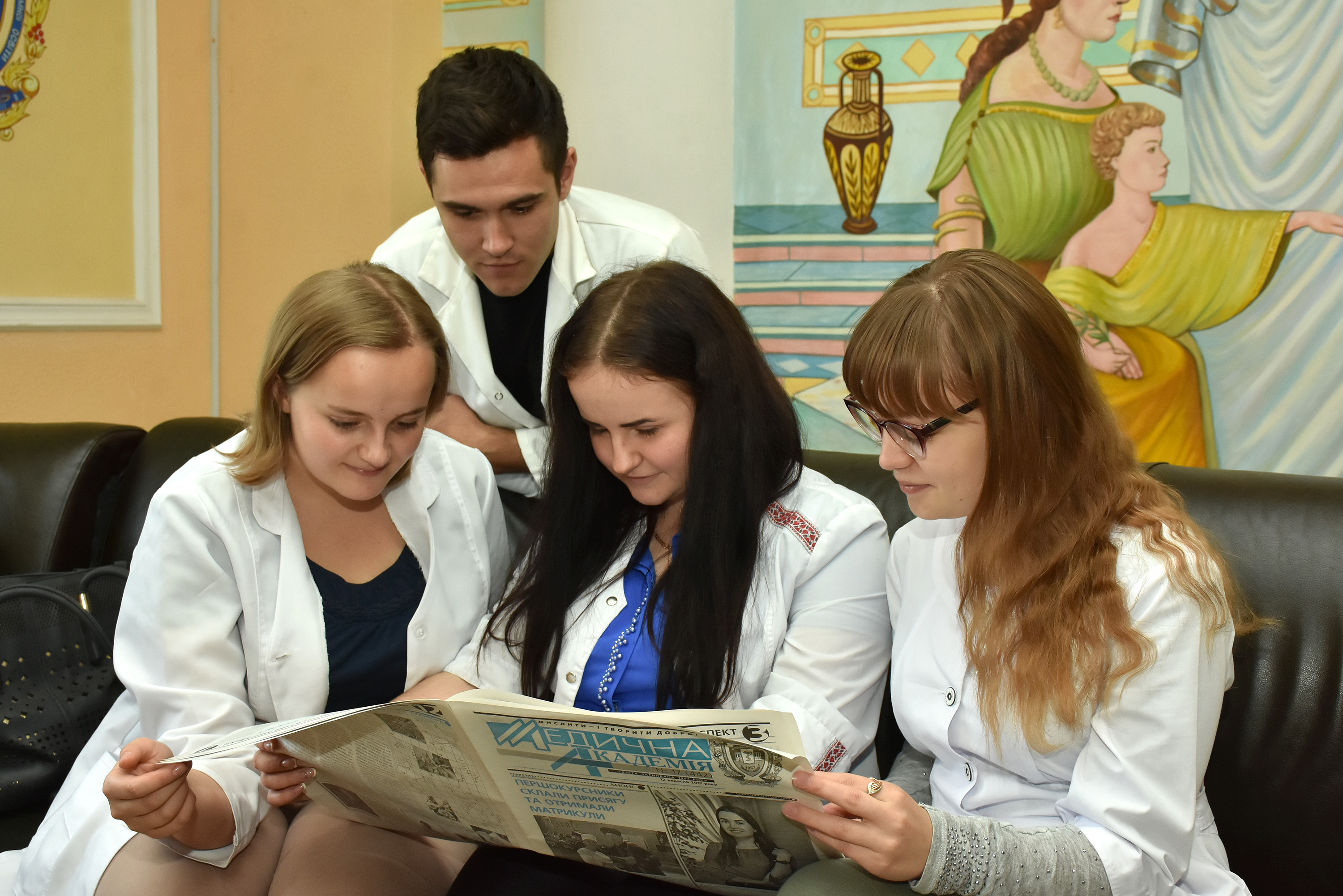
«Медичну академію» читають студенти 3 курсу медичного факультету ТДМУ Наталія Бакинська, Ірина Брегін, Іванка Рибак та Андрій Перев'язко

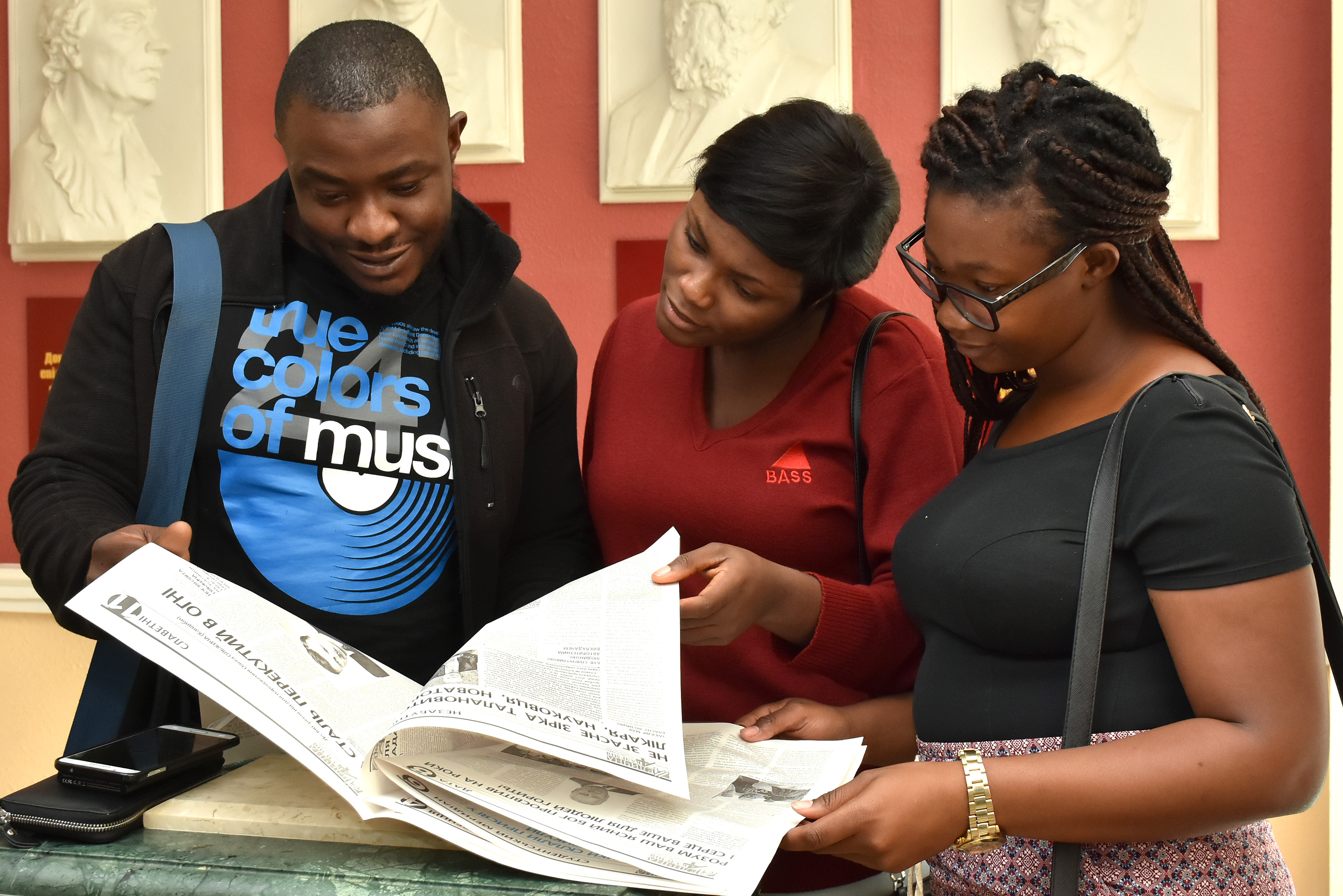
«Медичну академію» читають студенти факультету іноземних студентів ТДМУ Браян Ареєкуає-Адді, Шарон Ахуруоніе Огечі, Сівоку Ібукунолува

Свідоцтво про державну реєстрацію ТР № 300, видане 17 грудня 2000 р.
Засновники: Тернопільський національний медичний університет імені І. Я. Горбачевського, управління охорони здоров'я Тернопільської обласної державної адміністрації. Видавець: Тернопільський національний медичний університет імені І. Я. Горбачевського.
Газета виходила раз на місяць (нині — двічі на місяць) українською мовою на 8, 12 або рідше 16 сторінках. Наклад — 1000 (1997—2000), 1500 (2001), 2000 (2007—2016), 2100 (лютий-квітень і червень-грудень 2002, січень-жовтень 2003), найбільший — 2200 у травні 2002. У 1997—2000 роках сторінки формату А4, від 2001 — А3.
Рубрики:
- «Студентський меридіан» або «Альма-матер» — про навчання, життя, турботи, проблеми студентів,
- «Відмінники навчання» — про найкращих студентів,
- «Контакти» — звіти та враження викладачів ТДМУ про ознайомлення із системою освіти та навчання студентів в університетах різних країн,
- «Погляд зблизька» — висвітлення поглядів іноземних студентів про рідну країну, родину, уподобання та навчання в ТДМУ,
- «Новини» — про основні події, які відбулися в університеті, зустрічі, диспути, конференції, участь студентів і професорсько-викладацького складу в заходах, які відбуваються у Тернополі та області,
- «Прошу слова», «Українська доба», «Тема», «Незгасна пам'ять», «На часі» — про аспекти минувшини і сьогодення України, Тернопілля,
- «Ординаторська» — про медичне життя Тернопілля, проблеми й добрі результати роботи лікувальних закладів краю, амбулаторій, реформування галузі,
- «Струни серця» — поетичні твори викладачів і студентів,
- «До зустрічі!» — гумор, головоломки, кросворди.

## Історія
Перший номер «Медичної академії» вийшов 30 вересня 1997 року. Його доручили зробити чотирьом викладачам: доцентам Мирославові Закалюжному, Ірині Майданюк, докторові медичних наук Ігореві Мисулі та професорові Володимирові Шманьку. Ректор Леонід Ковальчук запропонував назву газети — «Медична академія», та епіграф — «Мислити — і творити добро!» Верстали газету на кафедрі шпитальної хірургії, майже всю роботу виконував асистент Андрій Господарський, коректура — Віти Ситар. У першому номері опубліковані матеріали зі звіту ректора на серпневій вченій раді 1997 року, інтерв'ю з відомими науковцями, дружні шаржі випускників 1972 року на викладачів навчального закладу, матеріал про роботу студентського наукового товариства, поради щодо підтримання здорового способу життя та лірично-філософські вірші студентки 2-го курсу Т. Барвінської.
Від 2000 — загальнообласна газета. Видання отримало новий формат, збільшилася кількість сторінок — до 12-ти, оголошено передплату.
«Медична академія» була однією з перших газет серед медичних вишів України. Свіжий номер газети надходить у кожну студентську групу, є чимало передплатників.
Наприкінці серпня 2017 року почав діяти сайт газети [Архівовано 12 серпня 2017 у Wayback Machine.] [Архівовано 12 серпня 2017 у Wayback Machine.]. 29 грудня 2017 року створена сторінка "Медична академія" у Facebook. 

## Колектив

### Головні редактори
- Ірина Майданюк (1997—2000);
- Микола Шот (грудень 2000[6] — квітень 2003[7]);
- Олег Кичура (квітень 2003[8] — серпень 2003)[9]
- Микола Шот (серпень 2003[10] — вересень 2004[11]);
- Микола Вільшаненко (вересень 2004[12] — січень 2007[13]);
- Олег Кичура (лютий 2007[14] — жовтень 2011[15]); також № 13[16] і № 16[17] (2012);
- Г. Кріль (жовтень[18] — листопад[19] 2011);
- Г. Шибалинчук (від грудня 2011[20])

### Кореспонденти
- Лариса Лукащук — кореспондент (від липня 2006[21]);
- Лідія Хміляр (Федотова) — кореспондент (листопад 2006[22] — січень 2007[23], від жовтня 2015[24];
- Микола Василечко — фотокореспондент (від квітня 2015[25]);
- Руслан Гуменюк — комп'ютерний набір і верстка (від січня 2006[26]).

### Колишні працівники
У перші роки в редакційній колегії були Володимир Шманько, Ігор Мисула, Мирослав Закалюжний, Олена Лайко, Ірина Папуша, Вікторія Ситар, Ольга Усинська, Леся Антонюк.
Комп'ютерний набір та верстку в різні роки здійснювали Олена Макарова, Юрій Дрогобицький, Галина Жмурко, Світлана Левченко, Олег Макаров, Наталія Бенько, Павло Цупрак, Олена Пітух, Олена Ревак, Юлія Пньова, Галина Жмурко, Марія Шобська, Андрій Олешко, Олена Фридрих, Марія Грицишин.
- Ірина Майданюк  — заступник головного редактора (грудень 2000[6] — 2002[27]);

Кореспонденти
- Людмила Марченко (грудень 2000[6] — квітень 2001[28]);
- Тетяна Луганська (травень 2001[29] — квітень 2006[30]);
- Сніжана Лесів (лютий 2002[31] — жовтень 2006[32]);
- Лілія Лукаш (травень 2006[33] — липень 2006[34]);
- Оксана Буська (лютий 2007[14]) — жовтень 2015[35];

Фотокореспонденти
- Ярослав Стареправо (лютий 2001[36] — 2010[37]);
- Андрій Война (листопад 2010[38] — липень 2011[39]);
- Павло Балюх (серпень 2011[40] — березень 2015[41]).